# L'Amour à la ville
Pour plus de détails, voir Fiche technique et Distribution.
L'Amour à la ville (L'amore in città) est un film à sketches italien datant de 1953 et composé de six histoires différentes.

## Synopsis
Sous l’égide de Cesare Zavattini, précurseur et théoricien du néoréalisme, les différents auteurs de ce film à sketches tentent de reconstituer, d’après les témoignages des protagonistes eux-mêmes, différents aspects de l’amour en ville, le plus souvent tragiques : jeunes femmes mises enceintes et aussitôt abandonnées, jeunes prostituées, jeune mère sans emploi qui doit abandonner son enfant en pleine rue, jeune fille d'une famille de neuf enfants et de parents pauvres prête à épouser n'importe quel homme, même malade, pour fuir la misère... Un peu le triste constat de la période pré-avortement des années 1950 ? Il y a même la frustration sexuelle des hommes ordinaires, avides de détailler avec insistance les jolies femmes dans la rue.
Avec cette noirceur, nous sommes à l'opposé des films à sketches de la comédie italienne comme Les Monstres, Les Poupées ou Boccace 70.
Les différents films sont caractéristiques des obsessions et du style artistique de leurs différents auteurs à l'époque.
Tentative de suicide
De jeunes femmes, qui ont tenté de se suicider par amour, se racontent devant la caméra de Michelangelo Antonioni placée devant un drap blanc.
Une agence matrimoniale
Federico Fellini imagine un journaliste qui enquête sur une agence matrimoniale en se faisant passer pour l'ami d'un riche malade qui souhaite se marier.
Les Italiens se retournent
Reportage d'Alberto Lattuada sur les réactions des hommes au passage de jolies femmes.
L'Histoire de Catherine
Une enquête, reconstituée par Francesco Maselli et Cesare Zavattini, sur une femme obligée d'abandonner son enfant et qui fait tout pour le retrouver.
Le Bal du samedi soir
Dino Risi filme avec tendresse et ironie une soirée au bal.
L'Amour qu'on paie
Un documentaire sur les prostituées romaines filmé par Carlo Lizzani. Ce film a été censuré et supprimé dans les versions commerciales.

## Fiche technique
- Titre original : L'amore in città
- Titre français : L'Amour à la ville
- Sujet: Cesare Zavattini
- Décors : Gianni Polidori
- Photographie : Gianni Di Venanzo
- Montage : Eraldo Da Roma
- Musique : Mario Nascimbene
- Production : Marco Ferreri, Riccardo Ghione, Cesare Zavattini
- Société de production : Faro Film
- Société de distribution : Les Films du Centaure
- Pays de production :  Italie
- Langue originale : italien
- Format : noir et blanc – son monophonique
- Genre : Film à sketches
- Durée : 105 min
- Date de sortie : 
  - Italie : 26 novembre 1953

## L'Amour qu'on paie

### Fiche technique
- Titre original : Amore che si paga
- Réalisation : Carlo Lizzani
- Assistant : Aldo Buzzi
- Scénario : Aldo Buzzi, Luigi Chiarini, Luigi Malerba, Tullio Pinelli, Dino Risi, Vittorio Veltroni, Cesare Zavattini
- Durée : 11 minutes

## Tentative de suicide

### Fiche technique
- Titre original : Tentato suicidio
- Réalisation : Michelangelo Antonioni
- Scénario : Michelangelo Antonioni, Aldo Buzzi, Luigi Chiarini, Luigi Malerba, Tullio Pinelli, Vittorio Veltroni, Cesare Zavattini
- Durée : 22 minutes

### Distribution
- Rita Josa
- Rosanna Carta
- Enrico Pelliccia
- Donatella Marrosu
- Paolo Pacetti
- Nella Bertuccioni
- Lilia Nardi
- Lena Rossi
- Maria Nobili

## Une agence matrimoniale

### Fiche technique
- Titre original : Un Agenzia matrimoniale
- Réalisation : Federico Fellini
- Scénario : Federico Fellini, Tullio Pinelli
- Durée : 16 minutes

### Distribution
- Antonio Cifariello : le journaliste
- Livia Venturini : Rossana
- Maresa Gallo
- Angela Pierro
- Rita Andreana
- Lia Natali
- Ilario Malaschini
- Cristina Grado
- Sue Ellen Blake
- Silvio Lillo

## Les Italiens se retournent

### Fiche technique
- Titre original : Gli italiani si voltano
- Réalisation : Alberto Lattuada
- Scénario : Aldo Buzzi, Luigi Chiarini, Alberto Lattuada, Luigi Malerba, Tullio Pinelli, Vittorio Veltroni, Cesare Zavattini
- Durée : 14 minutes

### Distribution
- Mara Berni
- Valeria Moriconi
- Giovanna Ralli
- Ugo Tognazzi
- Patrizia Lari
- Raimondo Vianello
- Edda Evangelista
- Liana Poggiali
- Marisa Valenti
- Maria Pia Trepaoli
- Marco Ferreri
- Mario Bonotti

## L'Histoire de Catherine

### Fiche technique
- Titre original : Storia di Caterina
- Réalisation : Francesco Maselli, Cesare Zavattini, assisté de Gillo Pontecorvo
- Scénario : Cesare Zavattini
- Durée : 27 minutes

### Distribution
- Caterina Rigoglioso

## Le Bal du samedi soir

### Fiche technique
- Titre original : Paradiso per tre ore
- Réalisation : Dino Risi
- Scénario : Aldo Buzzi, Marco Ferreri, Luigi Malerba, Tullio Pinelli, Dino Risi, Vittorio Veltroni, Cesare Zavattini
- Durée : 11 minutes

### Distribution
- Luisella Boni